# Волкогон Віталій Васильович
Віта́лій Васи́льович Волкого́н (нар. 24 серпня 1955) — мікробіолог, доктор біологічних наук, член-кореспондент НААН України, Заслужений діяч науки і техніки України.

## Біографія
Віталій Васильович народився 24 серпня 1955 року у с. Успенка Буриньського району Сумської області.
У 1977 році закінчив Харківський сільськогосподарських інститут ім. В. В. Докучаєва (нині Харківський національний аграрний університет ім. В. В. Докучаєва).
З 1977 по теперішній час працює в Інституті сільськогосподарської мікробіології НААН.
У 1988 році захистив кандидатську дисертацію на тему: «Ассоциативная азотфиксация в корневой зоне представителей семейства злаковых».
З 1993 по 1995 роки завідувач сектору асоціативної азотфіксації.
З 1995 по 2003 роки завідувач лабораторії біологічного азоту.
У 1998 році захистив докторську дисертацію на тему: «Особливості формування азотфіксуючих асоціацій бактерій з травами та регулювання їх активності».
У 2002 році Віталію Васильовичу присвоєно учене звання професора.
У 2003 році директор.
У 2007 році член-кореспондент УААН.
З 2014 по 2019 роки очолював Інститут сільськогосподарської мікробіології та агропромислового виробництва НААН.

## Праці
Віталій Васильович автор понад 245 наукових праць, у тому числі 5 монографій, 13 винаходів. Підготовлено 4 кандидатів наук.
Напрями наукової роботи: особливості трансформації сполук азоту в ґрунті за впливу природних і антропогенних факторів, проблеми фізіологічного оптимуму мінерального азоту для рослин, екологічні особливості функціонування азотфіксувальних симбіозів та асоціацій, технології виготовлення і застосування мікробних препаратів.

## Відзнаки та нагороди
- заслужений діяч науки і техніки України (2017);
- державна премія України в галузі науки і техніки (2018).